# Gustav von Stösser
Gustav Christian Gottfried von Stösser (auch Stoesser oder Stößer) (* 22. September 1826 in Emmendingen; † 5. Mai 1907 in Karlsruhe) war ein badischer Jurist und Verwaltungsbeamter. 

## Herkunft
Gustav von Stösser entstammte einer alten badischen Beamtenfamilie. Er war der Sohn des Oberamtmanns und Geheimrats Karl von Stösser und gehörte der evangelischen Kirche an. 

## Leben
Gustav von Stösser besuchte das Gymnasium in Karlsruhe und studierte von 1844 bis 1848 Rechtswissenschaften an der Universitäten Freiburg und Heidelberg. In Heidelberg wurde er Mitglied des Corps Suevia Heidelberg. Nach der Staatsprüfung 1850 trat er als Aktuar beim Oberamt Offenburg in den öffentlichen Dienst des Großherzogtums Baden. Von 1850 bis 1854 war er Rechtspraktikant an verschiedenen Ämtern, der Regierung des Mittelrheinkreises und beim Hofgericht des Seekreises in Konstanz. 1854 wurde er Referendar und 1855 Sekretariatspraktikant beim Ministerium des Innern in Karlsruhe. 1857 wechselte er zum Stadtamt Mannheim, wo er als Sekretär begann und 1859 zum Amtmann befördert wurde. 1861 erfolgte seine Versetzung zum Amtsvorstand des Bezirksamts Meßkirch. 1864 erhielt er dort den Titel eines Oberamtmanns. 1867 wechselte er in gleicher Funktion an die Spitze des Bezirksamts Waldshut. 1871 trat er als Ministerialrat ins badische Handelsministerium ein, wo er 1879 zum Geheimen Referendär befördert wurde. 1881 wechselte er als Geheimer Referendär ins badische Innenministerium. Von 1887 bis 1890 gehörte Stösser als Abgeordneter des 7. Wahlbezirks (Säckingen) der Zweiten Kammer der Badischen Ständeversammlung an. 1891 wurde er zum Geheimen Rat zweiter Klasse und Direktor des Verwaltungshofes ernannt. 1899 trat Gustav von Stösser in den Ruhestand.

## Familie
Gustav von Stösser heiratete 1858 Mathilde von Chrismar. Aus der Ehe gingen ein Sohn und zwei Töchter hervor. Der Sohn kam im Alter von 20 Jahren bei der Kaiserlichen Marine zu Tode. 

## Ehrungen
- 1872 Ritterkreuz des Ordens vom Zähringer Löwen
- 1887 Kommandeurskreuz zweiter Klasse des Ordens vom Zähringer Löwen
- 1896 Kommandeurskreuz erster Klasse des Ordens vom Zähringer Löwen
- 1899 Kommandeurskreuz erster Klasse des Österreichisch-kaiserlichen Leopold-Ordens